# Тайный совет (Япония)
Тайный совет Японии (яп. 樞密院 сумицу-ин) — влиятельный законосовещательный орган при императоре Японии, существовавший с 1888 по 1947 годы. Был создан по образцу Тайного совета Великобритании.

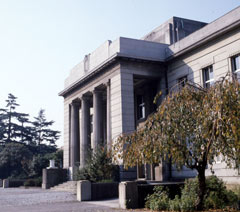
Здание, в котором Тайный совет заседал с 1922 года

Тайный совет имел право давать рекомендации императору (фактически решения принимались Советом, а император подписывал их) по следующим вопросам:
- Внесение поправок в Конституцию и Закон об императорском дворе
- Интерпретация Конституции, законов и указов
- Объявление войны и введение военного положения
- Международные отношения
- Престолонаследие и объявление регентства
- Другие вопросы, находящиеся в компетенции императора (обычно это были вопросы, связанные с формированием кабинета министров)

Однако Совет не имел законодательной власти.
Совет был создан по указу императора Мэйдзи 28 апреля 1888 года для обсуждения проекта Конституции Японии. Первым председателем был назначен Ито Хиробуми. В Конституции, обнародованной 11 февраля 1889 года Тайный Совет был коротко упомянут в статье 56 (4 глава): «Тайные советники будут, в соответствии с распорядком Тайного Совета, обсуждать важные дела государства и давать свои рекомендации императору».
Тайный совет состоял из председателя, заместителя председателя (без права голоса), двенадцати (позже — двадцати четырёх) советников, главного секретаря и трёх секретарей. Все советники, включая председателя и заместителя председателя назначались императором на пожизненный срок по рекомендации премьер-министра и кабинета министров. Кроме того, членами Тайного совета автоматически становились все министры, включая премьер-министра. В заседаниях было разрешено принимать участие принцам императорского дома. Председатель совета имел особую власть, так как он созывал и контролировал заседания совета. Совет всегда собирался в императорском дворце в Токио. В особых случаях на заседаниях присутствовал император.

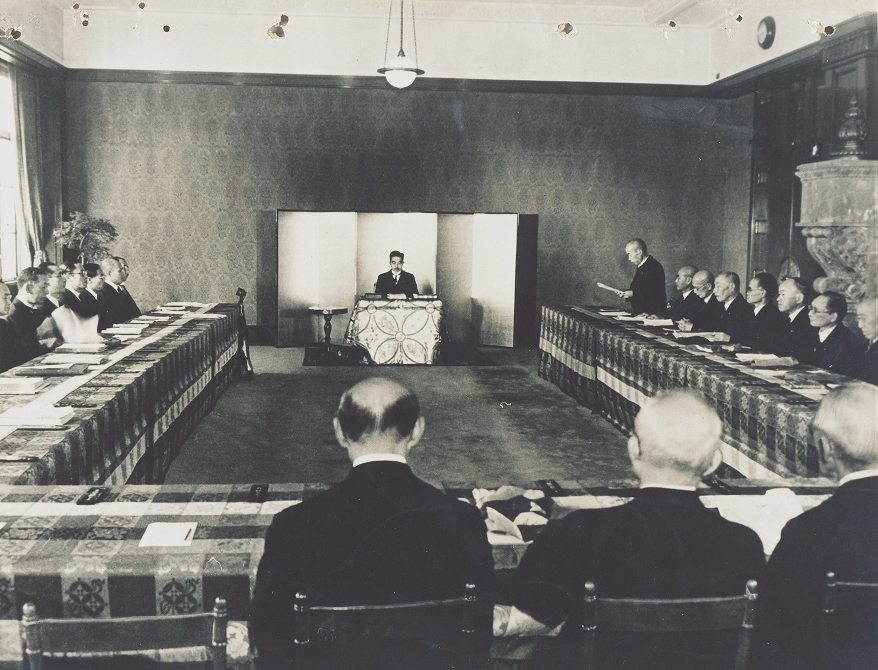
Заседание Тайного совета, 1946 год

К концу своего существования Совет стал фактически заменять институты гэнро и гэнроин. Одновременно его влияние стало уменьшаться: так, в 1941 году правительство Японии приняло решение об объявлении войны США без консультаций с Тайным советом.
3 мая 1947 года Тайный совет был распущен в связи с принятием новой Конституции Японии.

## Председатели Тайного совета
|    | Фамилия и имя     | Портрет | Срок полномочий                   |
| -- | ----------------- | ------- | --------------------------------- |
| 1  | Ито Хиробуми      |         | 30 апреля 1888 — 30 октября 1889  |
| 2  | Оки Такато        |         | 24 декабря 1889 — 1 июня 1891     |
| 3  | Ито Хиробуми      |         | 1 июня 1891 — 8 августа 1892      |
| 4  | Оки Такато        |         | 8 августа 1892 — 11 марта 1893    |
| 5  | Ямагата Аритомо   |         | 11 марта 1893 — 12 декабря 1893   |
| 6  | Курода Киётака    |         | 17 марта 1894 — 25 августа 1900   |
| 7  | Сайондзи Киммоти  |         | 27 августа 1900 — 13 июля 1903    |
| 8  | Ито Хиробуми      |         | 13 июля 1903 — 21 декабря 1905    |
| 9  | Ямагата Аритомо   |         | 21 декабря 1905 — 14 июня 1909    |
| 10 | Ито Хиробуми      |         | 14 июня 1909 — 26 октября 1909    |
| 11 | Ямагата Аритомо   |         | 26 октября 1909 — 1 февраля 1922  |
| 12 | Киёура Кэйго      |         | 8 февраля 1922 — 7 января 1924    |
| 13 | Хамао Арата       |         | 13 января 1924 — 25 сентября 1925 |
| 14 | Ходзуми Нобусигэ  |         | 1 октября 1925 — 8 апреля 1926    |
| 15 | Куратоми Юдзабуро |         | 12 апреля 1926 — 3 мая 1934       |
| 16 | Итики Китокуро    |         | 3 мая 1934 — 13 марта 1936        |
| 17 | Хиранума Киитиро  |         | 13 марта 1936 — 5 января 1939     |
| 18 | Коноэ Фумимаро    |         | 5 января 1939 — 24 июня 1940      |
| 19 | Хара Ёсимити      |         | 24 июня 1940 — 7 августа 1944     |
| 20 | Судзуки Кантаро   |         | 7 августа 1944 — 7 июня 1945      |
| 21 | Хиранума Киитиро  |         | 9 апреля 1945 — 3 декабря 1945    |
| 22 | Судзуки Кантаро   |         | 15 декабря 1945 — 13 июня 1946    |
| 23 | Симидзу Тору      |         | 13 июня 1946 — 2 мая 1947         |